# Symphonie no 5 de Bax
La Symphonie no 5 est une œuvre symphonique du compositeur britannique Arnold Bax, achevée en 1932.

## Contexte
À la fin des années 1920 et au début des années 1930, à peu près au moment où il découvre Morar (en) dans le comté d'Inverness, Arnold Bax est attiré par l'univers sonore unique de Jean Sibelius et des légendes nordiques, ayant été intensément touché par la profondeur de l'expression dans sa Symphonie no 1. À partir de ce moment-là, son travail a pris une tournure nettement nordique, et Arnold Bax lui-même a décrit sa musique, y compris sa cinquième symphonie et The Tale the Pine-trees knew, comme ses « mots nordiques et escarpés » (« craggy, northern words »). Il a sans aucun doute été influencé par Sibelius et, après l'avoir rencontré personnellement, lui a dédié sa cinquième symphonie, commencée pendant l'hiver 1931 à Morar et achevée en 1932.

## Orchestration
La symphonie est écrite pour deux piccolos, trois flûtes, deux hautbois, un cor anglais, trois clarinettes, une clarinette basse, deux bassons, un contrebasson, quatre cors, trois trompettes, trois trombones, un tuba, des percussions comprenant des timbales, une grosse caisse, un tambour ténor, une caisse claire, un tambourin, des cymbales, un gong, un glockenspiel, une harpe et les cordes.

## Structure
L'œuvre se compose de trois mouvements :
1. Poco lento - Allegro con fuoco
2. Poco lento - Molto tranquillo
3. Poco moderato - Allegro - Epilogue

## Analyse
L'œuvre est un tissu étroitement tissé, enrichi de blocs impressionnistes de couleurs instrumentales et d'une énorme gamme émotionnelle représentée par des conflits de rythme, de texture, de tonalité et de hauteur.

### Premier mouvement
Tout au long du premier mouvement, la musique passe sans transition de sections rapides à des moments plus lents et lyriques, avec une précision parfaitement équilibrée. Le premier mouvement débute par un thème sinueux de clarinette qui monte et descend, tandis que les pulsations de la basse et des timbales rythment une marche mystérieuse. La tension est renforcée par des cordes et des vents en sourdine et des rythmes décalés, culminant avec des vagues de cuivres et de cordes jusqu'à ce que la musique s'arrête complètement, une bouffée d'air avant de se lancer tête baissée dans le corps principal du mouvement. Des rythmes compliqués et des accents maladroits introduisent un nouveau thème, que Bax a ordonné aux cordes de jouer « avec une férocité confiante » (« with confident ferocity »), et la musique acquiert bientôt une nouvelle énergie grâce à des cordes et des bois bondissants et staccato, ce qui la pousse encore plus loin. Lentement, le rythme s'apaise, les arêtes tranchantes s'estompent grâce aux cuivres en sourdine, au glockenspiel et à la harpe, suivis de mélodies mélancoliques de violon et de hautbois solistes. Après avoir atteint un point culminant final, la musique s'apaise, révélant finalement le thème original de la clarinette avant de s'achever dans le calme.

### Deuxième mouvement
Des cordes chatoyantes et des fanfares de trompettes catalysent le sentiment d'étrangeté qui entame le deuxième mouvement, avant que les altos, les violoncelles et les basses ne présentent une sombre mélodie à laquelle font écho les bois. La riche texture d'un solo de cor anglais est suivie d'un solo de tuba en sourdine, imprégné par l'arc ondulant de la ligne de flûte jusqu'à ce que, malgré les interjections effrontées des cuivres, le mouvement glisse dans un dernier moment de calme.

### Troisième mouvement
Une ligne de cordes "liturgique" entame le finale, interrompue par l'ouverture du premier mouvement qui apparaît dans le claquement des bois. Une forte impulsion rythmique propulse la musique vers l'avant avec des figures répétées dans les trombones et les tubas, menant à un point culminant avant que la tension ne commence à se dissiper, préparant le terrain pour l'épilogue final. Ici, la résolution triomphale du thème liturgique est complétée par des cordes exultantes et des cuivres flamboyants qui résonnent d'une splendeur solennelle, avant que l'œuvre ne s'achève sur un éclat orchestral complet.